# Alsodes gargola
Alsodes gargola е вид земноводно от семейство Cycloramphidae. Видът е незастрашен от изчезване.

## Разпространение
Разпространен е в Аржентина.

## Описание
Популацията на вида е стабилна.